# Stagiona
Stagiona (z italského stagione, tj. sezóna, roční období) označuje dočasné působení divadelního souboru (operního, muzikálového, činoherního) v divadle, se kterým není organizačně svázán, zpravidla s jednou či s omezeným počtem inscenací. Divadla, která nemají vlastní umělecký soubor, nýbrž využívají střídavě různé externí soubory, se nazývají stagionová divadla nebo též pouze stagiony; divadelním souborům, které nemají stálé působiště a hrají v různých divadlech na základě krátkodobých smluv, se říká stagionové soubory; a tento způsob divadelního provozu se nazývá stagionový provoz nebo stagionový systém.

## Původ pojmustagionav divadelnictví
Pojem stagiona pochází z italské operní divadelní praxe 17.–20. století. Veřejná divadla mohla v barokní době hrát pouze v obdobích, kdy byla divadelní produkce církevně povolena, tj. nikoli v době významných církevních svátků a zejména ne v době adventního a velikonočního postu. Kromě toho letní měsíce s sebou nesly odliv aristokratického publika z měst na venkov a městská veřejná divadla proto přerušovala začátkem léta provoz. Ustálily se tak divadelní sezóny, z nich nejvýznamnější karnevalová neboli svatoštěpánská (stagione di carnevale (San Stefano)) začínala 26. prosince a končila na popeleční středu. Druhá, sezóna Nanebevstoupení Páně (stagione di Ascencione), později označována jako „letní“ (stagione estiva), začínala druhý pátek po velikonocích a končila v polovině června. Až později přibyla „podzimní sezóna“ (stagione autumnale) trvající od září do počátku adventu.
Tato hrací omezení platila původně i ve zbytku Evropy a v Itálii přetrvala s modifikacemi až do 19. století, přičemž zde stále přetrvávají určité tradice; například nejznámější italské operní divadlo, milánská La Scala, hraje pouze od 7. prosince do léta.
V původním časovém smyslu je italská stagiona předchůdcem divadelní sezóny. Veřejná divadla však původně neměla stálé soubory, nýbrž divadlo bylo určitému impresáriovi zadáno na jednotlivou „stagionu“. Byli angažováni noví herci, zpěváci a hudebníci a zpravidla i objednány nové opery či hry. Proto se stagionou rozumí též dočasné, ad hoc sestavení divadelního souboru.
V Evropě se pojem stagiony rozšířil s působením italských operních společností ve veřejných i dvorských divadlech v 17. a zejména v 18. století. Tyto putující společnosti uzavírali smlouvu s majiteli divadel na vystupování po dobu několika týdnů či měsíců; některé si vytvořily takto stálé okruhy a přijížděly do jednotlivých působišť pravidelně. V českých zemích působily italské společnosti tímto způsobem zejména ve veřejných divadlech v Praze a v Brně.

## Stagionové a repertoárové divadlo
Původní stagionový rytmus s rychlým vznikem a zánikem nebo přesunem uměleckých souborů souvisel s ryze podnikatelským provozováním divadla, kdy je provozovatel k zachování rentability nucen v dobách, kdy klesá zájem obecenstva, divadelní soubor pohotově rozpustit, popřípadě kočovat a zdržovat se na různých místech tak dlouho, dokud není kapacita místního obecenstva vyčerpána. Tento model v podmínkách komerčně zaměřeného divadla v zásadě přetrvává.
Až vnější „mecenášské“ financování divadel, nejprve panovníky a šlechtici a od přelomu 18. a 19. století čím dále častěji veřejnoprávními subjekty, umožnilo vznik stálých divadelních souborů. Protože tak personál, divadelní fundus i provozovací materiál zůstával na místě, značně se tím usnadnilo reprízování hraných kusů i s delšími odstupy. Zatímco v případě stagionového divadla byla zpravidla hrána jedna inscenace, dokud se zájem publika nevyčerpal, a pak se nasadila další, začala se ve stálých divadlech představení střídat a jednotlivé inscenace se tak podle obliby udržovaly na repertoáru i řadu let; tento způsob provozu se nazývá repertoárové divadlo. Oba způsoby koexistovaly a rozšířily se nerovnoměrně. Ve střední a východní Evropě, charakteristické vysokou veřejnou finanční podporou divadel, se prosadil především repertoárový systém, zatímco v zemích s vyšším podílem soukromého, podnikatelského divadelního provozu (Itálie, Velká Británie, Spojené státy, Španělsko…) zůstal převládajícím modelem stagionový systém. I ve střední Evropě však stagionově působily menší kočovné či ochotnické soubory bez stálé divadelní budovy. V zásadě stagionovým způsobem fungují rovněž divadelní nebo operní festivaly.
Charakeristickým rozdílem mezi repertoárovým a stagionovým divadlem je rozložení představení. Zatímco v případě repertoárového divadla se jednotlivé tituly zpravidla denně střídají, v případě stagionového divadla se hraje zpravidla pouze jedna inscenace, a teprve když její běh skončí, začne se dávat inscenace nová (po přestávce na technickou přípravu a zkoušení). Někdy se rozlišuje vlastní stagionový běh, sestávající z pevně daného počtu představení (5–10; to je typické pro plánování operních inscenací), a běh seriálový neboli en suite, kdy je inscenace hrána v zásadě tak dlouho, dokud o ni má publikum zájem (to je typické pro činohru nebo muzikál).
V posledních desetiletích se i ve střední a východní Evropě šíří namísto repertoárového divadla stagionový systém nebo semistagionový systém (tj. systém kombinující oba přístupy). Důvodem je především jeho menší finanční náročnost, stagionový systém má však i jiné umělecké a provozní výhody.

## Výhody a nevýhody stagionového divadelního provozu
Mezi výhody stagionového provozu patří:
- především nižší nákladnost způsobená různými faktory:
  - umělecký i technický personál je smluvně najímán jen na dobu vlastní produkce,
  - zaměstnány a placeny jsou pouze osoby přímo nutné pro konkrétní inscenaci,
  - scénická výprava se montuje pouze jednou, není třeba ji stavět a odstraňovat každý den,
  - celé inscenace mohou být jednoduše přesunuty do jiného divadla, což usnadňuje koprodukce a umožňuje i prostý nákup inscenací na uměleckém trhu,
- výběr repertoáru není nutné podřizovat velikosti a složení souboru, naopak lze soubor formovat co nejadekvátněji pro zvolené dílo,
- cyklu představení předchází režijní příprava, při níž nejsou účinkující rozptylováni souběžnými aktivitami, zkoušky jsou proto intenzivnější a trvají kratší dobu,
- cyklus představení následuje bezprostředně po zkouškách a pod vedením režiséra, inscenaci tedy není třeba přestudovávat a režijně obnovovat jako v případě, že je hrána sporadicky v průběhu více let,
- inscenace, jejichž časové trvání je omezené, mohou výtvarně i režijně reagovat na dobová témata a dobovou estetiku pružněji než mnohaleté inscenace v repertoárovém systému.

Za nevýhody lze považovat tyto skutečnosti:
- Příležitostně (ad hoc) sestavenému souboru může chybět „sehranost“.[1] V případě kolektivních těles (orchestrů, sborů, baletních skupin...), u nichž je tento aspekt zvláště významný, se lze této nevýhodě vyhnout tím, že pro jednotlivé inscenace nejsou tato tělesa zvlášť sestavována, nýbrž jsou na dobu inscenace angažována existující tělesa (např. orchestr zaměřený na starou hudbu pro inscenaci barokní opery nebo soubor moderního tance pro inscenaci muzikálu).
- Menší střednědobá pestrost repertoáru: i pokud uvádějí stagionové a repertoárové divadlo premiéry stejně často, za určité období (např. rok) může divák navštívit v repertoárovém divadle mnohem více různých inscenací než v divadle stagionovém.[1]
- Je-li počet představení ve stagioně dlouhodobě předem pevně stanoven – což je pravidlem u operních inscenací –, nelze jej přizpůsobit zájmu obecenstva, například přidat dodatečná představení úspěšných inscenací, a to už proto, že členové souboru mají zpravidla na několik dalších let nasmlouvány jiné závazky.[1]
- Celkový počet představení je při stagionovém provozu značně menší než při repertoárovém.[1]
- Účinkující i technický personál divadel nemají ve stagionovém provozu relativní jistotu zaměstnání, příjmu a sociálního zajištění jako v případě existence stálých souborů.

## Semistagionový divadelní provoz
Semistagionový provoz (též „blokový“ nebo „projektový“ provoz) je provoz, který v různých variantách kombinuje prvky stagionového a repertoárového divadla. Základem je zejména uspořádání představení do bloků namísto průběžného střídání titulů, což umožňuje využít technickoprovozních výhod stagiony. Rovněž představitelé hlavních rolí či sólisté, režiséři, scénografové, dirigenti apod. jsou zpravidla angažováni na jednotlivé inscenace. Samotné divadlo však funguje trvale jako stálá umělecká instituce, má vlastní technický personál i obecné umělecké řízení (dramaturgii) a často i vlastní kolektivní umělecká tělesa jako orchestr, sbor nebo balet.